# Vargas Neto
Manuel do Nascimento Vargas Netto (São Borja, 30 de janeiro de 1903 — Rio de Janeiro, 5 de maio de 1977) foi um poeta, jornalista advogado e radialista brasileiro.

## Biografia

### Família e juventude
Oriundo da família Vargas: o pai Viriato Dornelles Vargas foi prefeito de São Borja de 1911 a 1915, o tio Getúlio Vargas foi presidente do Brasil entre 1930 e 1945 e 1951 a 1954, realizou os estudos primários em sua cidade natal, cursando o secundário no Ginásio Júlio de Castilhos, na capital do estado. Em 1927 bacharelou-se em ciências jurídicas e sociais pela Faculdade de Direito de Porto Alegre. 

### Décadas de 1940
Exerceu o jornalismo em Porto Alegre e no Rio de Janeiro. No Rio de Janeiro escreveu no Jornal dos Sports e no A noite. Foi o poeta regionalista mais expressivo do Rio Grande do Sul.

## Livros
- Tropilha Crioula, 1925, 1929. Ed Globo , Bertaso & cia.
- Joá, 1928. Ed Globo , Bertaso & cia.
- Gado Chucro, 1929. Ed Globo , Bertaso & cia.
- General Vargas, 1943.
- Tropilha Crioula e Gado Chucro, Coleção Província. Editora Globo. 1955, 1959.
- Poemas Farrapos, (com Luis Simões Lopes Neto) 1978 . Ed Civilização Brasileira.